# George Robb
George Robb (London, 1926. június 1. – Haywards Heath, 2011. december 25.) angol válogatott labdarúgó, csatár.

## Pályafutása

### Klubcsapatokban
Robb tizenhat évesesen a londoni Finchley FC csapatában kezdett el futballozni. 1951-ben a Tottenham Hotspur csapatához szerződött, ahol első mérkőzésén góllal debütált (1951. december 25-én a Charlton Athletic ellen). A Tottenhamben 1951 és 1958 között összesen kétszáz bajnoki és FA-kupa mérkőzésen ötvennyolc gólt szerzett. 1958-ban egy sérülés következtében visszavonult a labdarúgástól.

### Válogatott
Robb tagja volt az 1952-es nyári olimpián szerepelt brit labdarúgó csapatnak; Nagy-Britannia egyetlen mérkőzésén a tornán Luxemburg ellen ő szerezte a találkozó első találatát. Egyetlen angol válogatott szereplésére 1953. november 25-én került sor az elhíresült Anglia – Magyarország 3:6 mérkőzés alkalmával.